# Nadschm ad-Dīn at-Tūfī
Nadschm ad-Dīn Abū r-Rabīʿ Sulaimān ibn ʿAbd al-Qawī at-Tūfī (arabisch نجم الدين أبو الربيع سليمان بن عبد القوي الطوفي, DMG Naǧm ad-Dīn Abū r-Rabīʿ Sulaimān ibn ʿAbd al-Qawī aṭ-Ṭūfī; * 1276 in Tūfā in der Nähe von Bagdad; † 1316 in Hebron) war ein hanbalitischer Gelehrter, der vor allem in Kairo und Qūs wirkte, der Zwölfer-Schia nahestand und in der Moderne besonders für seine utilitaristische Theorie vom Allgemeinwohl (maṣlaḥa) bekannt geworden ist. At-Tūfī war außerdem einer der wenigen muslimischen Gelehrten des Mittelalters, die sich direkt mit dem Text der Bibel auseinandersetzten.

## Leben
At-Tūfī erhielt seine erste Erziehung in seinem Geburtsort und gelangte 1282 nach Bagdad, wo er arabische Grammatik, Fiqh, Hadith und Logik studierte. Nach einem einjährigen Aufenthalt in Damaskus, den er zum Besuch des Unterrichts von Ibn Taymiyya und al-Mizzī nutzte, zog er 1305 nach Kairo, wo er seine Ausbildung bei verschiedenen Gelehrten fortsetzte und einen Posten als Repetitor (muʿīd) an der Mansūrīya und der Nāsirīya erhielt. 1311 wurde er aus Gründen, die nicht ganz klar sind, für einige Tage inhaftiert und anschließend aus der Stadt verbannt. Nach einem Zwischenaufenthalt in Damiette begab er sich in die oberägyptische Stadt Qūs, wo er die Bibliotheken durcharbeitete und selbst eigene Bücher verfasste. 1315 unternahm er den Haddsch, anschließend blieb er noch ein Jahr in Mekka. 1316 reiste er nach Palästina weiter, wo er in der Stadt Hebron verstarb.
Ein besonders eigenartiger Punkt an at-Tūfīs Gelehrtenprofil war seine Neigung für die Schia. So stand er während seines Aufenthaltes in Mekka in regem Austausch mit dem imamitischen Gelehrten as-Sakākīnī. In Kairo wurde ihm vorgeworfen, rāfiditische Positionen zu vertreten und die Prophetengefährten beschimpft zu haben. Die Hanbaliten waren und sind bis heute eher für ihre anti-schiitschen Positionen bekannt.

## Werke
Von den mehr als 50 Werken, die at-Tūfī verfasste, haben sich 19 erhalten. Die folgenden davon sind bereits ediert worden:
- Kitāb at-Taʿyīn fī šarḥ al-Arbaʿīn ("Buch der Spezifizierung zur Kommentierung der Vierzig"), Kommentar zu an-Nawawīs Sammlung der vierzig Hadithe, die im 20. Jahrhundert auf besonders großes Interesse gestoßen ist. In diesem Werk entwickelte at-Tūfī im Zusammenhang mit der Kommentierung des 32. Hadith „Keine Schädigung und keine schädigende Vergeltung“ (lā ḍarar wa-lā ḍirār)[1] seine Theorie von dem „Allgemeinwohl“ (maṣlaḥa), das grundsätzlich höher gewichtet werden müsste als Textbelege aus Koran und Sunna. Der moderne syrische Gelehrte Dschamāl ad-Dīn al-Qāsimī (1866–1914) gab diesen Text separat heraus und versah ihn mit eigenen Erklärungen.[2] Raschīd Ridā ließ den Text mit den Erklärungen al-Qāsimīs 1906 in seiner Zeitschrift al-Manār neu abdrucken und machte ihn damit einer größeren islamischen Öffentlichkeit bekannt.[3] In vollständiger Form wurde at-Tūfīs Kommentar erst 1998 ediert, und zwar von Aḥmad Ḥāǧǧ Muḥammad ʿUṯmān.
- at-Taʿālīq ʿalā l-anāǧīl al-arbaʿa („Die Glossen zu den vier Evangelien“) ist von Lejla Demiri kritisch ediert und übersetzt worden.
- al-Ǧaḏal fī ʿilm al-ǧadal („Das Banner der Fröhlichkeit über die Wissenschaft vom Disput“). In diesem Werk formulierte at-Tūfī die Idee, dass Jesus Christus ein Engel gewesen sein könne und dies der Grund war, warum die Christen ihm göttliche Eigenschaften zuschrieben. Das Werk wurde 1987 von Wolfhart Heinrichs in der Bibliotheca Islamica (Bd. 32) herausgegeben.[4]
- al-Išārāt al-ilāhīya ilā l-mabāḥiṯ al-uṣūlīya, dreibändige Abhandlung zu den Usūl al-fiqh.
- aṣ-Ṣaʿqa al-ġaḍabīya fī r-radd ʿalā munkirī al-ʿArabīya, Verteidigung der arabischen Sprache gegen ihre Kritiker.
- Šarḥ Muḫtaṣar ar-Rauḍa, Kommentar zu einer von ihm selbst erstellten Epitome zu dem Werk Rauḍat al-nāẓir wa-ǧannat al-munāẓir von Ibn Qudāma al-Maqdisī.

## Belege
1. ↑  Vgl. dazu Yaḥyā ibn Sharaf al-Nawawī: Das Buch der vierzig Hadithe. Kitāb al-Arbaʿīn mit dem Kommentar Ibn Daqīq al-ʿĪd. Übersetzt von Marco Schöller. Frankfurt a. M. 2007. S. 194–197.
2. ↑  Vgl. Zaid: al-Maṣlaḥa fī t-tašrīʿ al-islāmī. 2004, S. 133.
3. ↑  Vgl. dazu Malcolm Kerr: Islamic Reform. The Political and Legal Theories of Muḥammad ʿAbduh and Rashīd Riḍā. Berkeley 1966. S. 97–102.
4. ↑  Digitalisat MENAdoc

| Personendaten    | Personendaten |
| ---------------- | --- |
| NAME             | Nadschm ad-Dīn at-Tūfī                                                                                                   |
| ALTERNATIVNAMEN  | Tūfī, at-; Nadschm ad-Dīn Abū r-Rabīʿ Sulaimān ibn ʿAbd al-Qawī at-Tūfī; نجم الدين سليمان بن عبد القوي الطوفي (arabisch) |
| KURZBESCHREIBUNG | hanbalitischer Gelehrter                                                                                                 |
| GEBURTSDATUM     | 1276 |
| GEBURTSORT       | Tūfā bei Bagdad |
| STERBEDATUM      | 1316 |
| STERBEORT        | Hebron |